# والنسیا، کارابوبو
والنسیا (به اسپانیایی: Valencia) یک شهر در ونزوئلا با جمعیت ۲٬۲۲۷٬۱۶۵ نفر است که مرکز ایالت کارابوبو به شمار می‌رود.